# Рубен Бур'яні
Рубен Бур'яні  (італ. Ruben Buriani, * 16 березня 1955, Портомаджоре) — колишній італійський футболіст, півзахисник.
Насамперед відомий виступами за клуб «Мілан», гравець національної збірної Італії. Чемпіон Італії. 

## Клубна кар'єра
Вихованець юнацьких команд футбольних клубів «Портуензе» та СПАЛ.
СПАЛ став першим клубом у дорослій футбольній кар'єрі гравця, 1973 року він був заявлений за основну команду цього клубу, втім жодного разу на поле в офіційних матчах не виходив.
Протягом 1974—1977 років захищав кольори команди клубу «Монца».
Своєю грою за останню команду привернув увагу представників тренерського штабу клубу «Мілан», до складу якого приєднався 1977 року. Відіграв за «россонері» наступні п'ять сезонів своєї ігрової кар'єри. Більшість часу, проведеного у складі «Мілана», був основним гравцем команди. За цей час виборов титул чемпіона Італії.
Згодом з 1982 по 1986 рік грав у складі команд клубів «Чезена», «Рома» та «Наполі».
Завершив професійну ігрову кар'єру у клубі СПАЛ, в якому свого часу починав футбольні виступи. Повернувся до команди 1986 року, захищав її кольори до припинення виступів на професійному рівні у 1988.

## Виступи за збірну
1980 року дебютував в офіційних матчах у складі національної збірної Італії. Протягом кар'єри у національній команді, яка тривала усього 1 рік, провів у формі головної команди країни лише 2 матчі. У складі збірної був учасником чемпіонату Європи 1980 року в Італії, однак в рамках цього турніру жодного разу на поле не виходив.
| Дата       | Місто   | Господарі | Результат | Гості   | Турнір           | Голи | Примітки |
| ---------- | ------- | --------- | --------- | ------- | ---------------- | ---- | -------- |
| 16/02/1980 | Неаполь | Італія    | 2 – 1     | Румунія | товариський матч | -    |          |
| 19/04/1980 | Турин   | Італія    | 2 – 2     | Польща  | товариський матч | -    |          |
| Усього     |         | Матчів    | 2         |         | Голів            | 0    |          |

## Титули і досягнення
- Чемпіон Італії (1):

«Мілан»:  1978–79